# Francis Cockrell

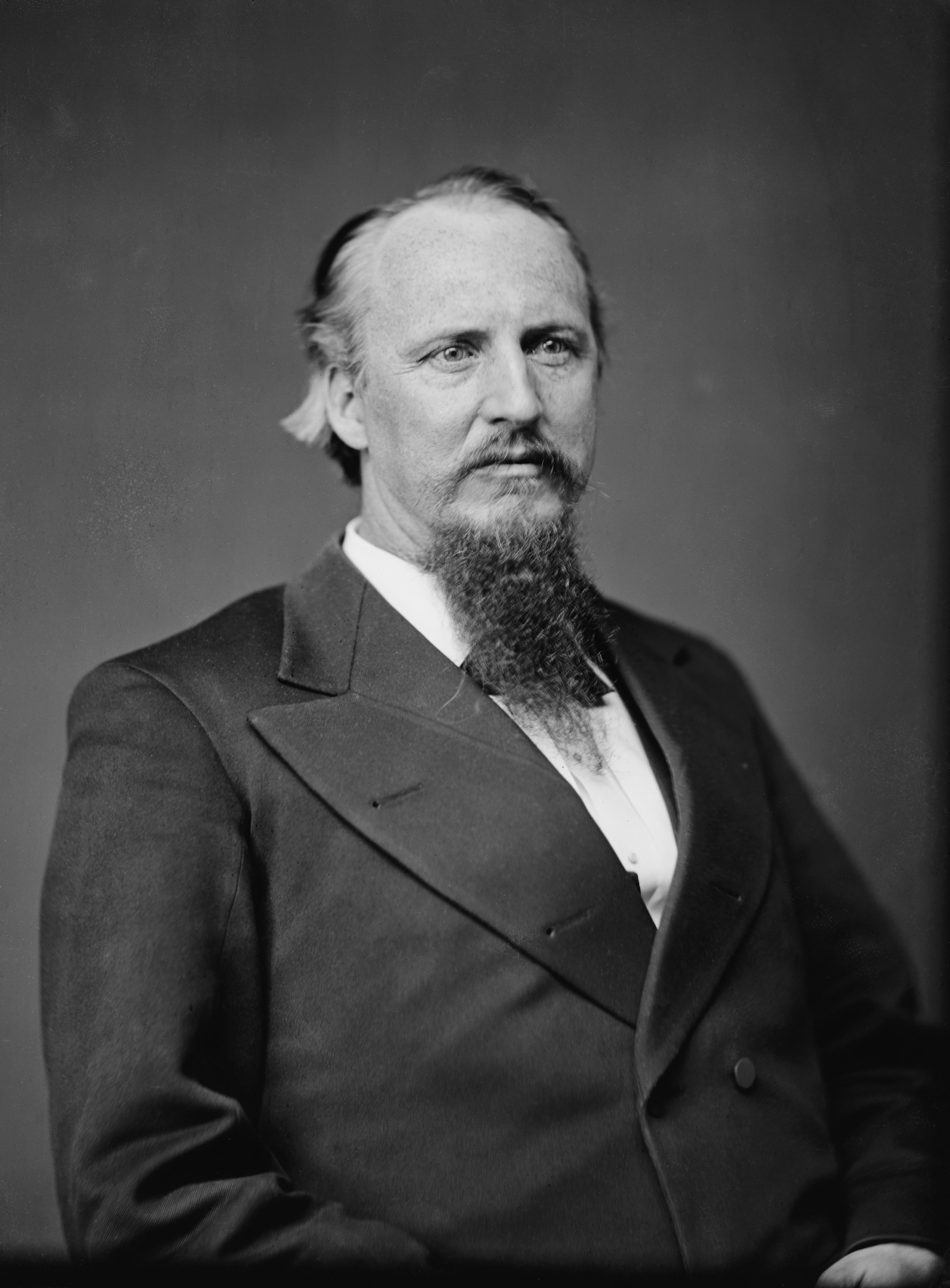
Francis Cockrell

Francis Marion Cockrell (* 1. Oktober 1834 in Warrensburg, Johnson County, Missouri; † 13. Dezember 1915 in Washington, D.C.) war ein US-Senator und Brigadegeneral der Konföderierten im Sezessionskrieg sowie Mitglied der Interstate Commerce Commission.

## Leben
Francis Marion Cockrell war der Sohn von Joseph Cockrell und Nancy Ellis. Sein älterer Bruder war Jeremiah Vardaman Cockrell, der Ende des 19. Jahrhunderts Mitglied des US-Kongresses war. Cockrell besuchte die örtlichen Schulen und beendete 1853 das Chapel Hill College in Lafayette County. Anschließend studierte er Recht und erhielt 1855 die Anwaltszulassung. Er praktizierte in Warrensburg.
Mit Beginn des Bürgerkriegs ging er als Hauptmann zur Armee der Konföderierten und diente in der Missouri State Guard. Zum Brigadegeneral befördert mit eigenem Kommando spielte er eine wichtige Rolle bei der Schlacht um Vicksburg vom 18. Mai – 4. Juli 1863. Im April 1865 wurde er in Alabama von Unionstruppen gefangen genommen und wenige Wochen später auf Ehrenwort auf freien Fuß gesetzt.
Nach seiner Freilassung ging Cockrell zurück nach Missouri, führte seine Anwaltspraxis weiter und betätigte sich in der Politik. 1874 wurde er als demokratischer Vertreter für Missouri in den US-Senat gewählt und übernahm das Amt turnusmäßig 1875. Dort war er Nachfolger von Carl Schurz. Er wurde viermal wiedergewählt und kam so auf eine Amtszeit von 30 Jahren. Infolge des Erdrutschsieges der Republikaner unter Theodore Roosevelt 1904 verlor er seine Wiederwahl. Im Senat arbeitete im Bewilligungs- und im Militärausschuss.
Roosevelt nominierte ihn unmittelbar nach seinem Amtsantritt nach der Wiederwahl für den Sitz von James D. Yeomans in der Regulierungsbehörde Interstate Commerce Commission. Die Bestätigung durch den Senat erfolgte kurz darauf und er trat am 11. März 1905 seine Position mit einer Amtszeit bis zum 31. Dezember 1910 an.
1911 wurde er von Präsident Taft zum Mitglied der Kommission zur Festlegung der Grenzen zwischen Texas und New Mexico berufen. 1913 berief in Präsident Wilson als Zivilist in den Aufsichtsrat für die Beschaffungen des Heeres. Diesem Gremium gehörte er bis zu seinem Tod an. Sein Nachfolger wurde Balthasar H. Meyer.